# Fortín D'Orbigny
Fortín D'Orbigny es una localidad del sur de Bolivia, ubicada en la región del Chaco boliviano. Administrativamente pertenece al municipio de Yacuiba de la provincia del Gran Chaco en el departamento de Tarija. El antiguo fortín fue fundada a orillas del río Pilcomayo, en la frontera con Argentina.

## Historia
El médico boliviano Leocadio Trigo, con el apoyo del gobierno de Ismael Montes, partió en una expedición desde Caiza el 20 de diciembre de 1904 con el fin de sentar soberanía del país en esa región del Chaco Boreal. Partió con un total de 56 expedicionarios, además de tener la compañía de tres capitanes del pueblo toba: Talcoliqui, Burica y Yaguarezca. Luego de asegurar las condiciones de subsistencia del fortín Guachalla, el 25 de diciembre llegaron al hito del grado 22, donde se fundó el fortín D’Orbigny. Su nombre se debe al naturalista y explorador francés Alcide d'Orbigny, que visitó Bolivia entre 1830 y 1833.
En noviembre de 1916 comenzó una sublevación general de los indígenas tobas frente al bien guarnecido fortín D'Orbigny, que terminó en numerosas muertes.